# Blockflöte des Todes
Die Blockflöte des Todes, mit bürgerlichem Namen Matthias Schrei (* 24. Februar 1981 in Karl-Marx-Stadt), ist ein deutscher Liedermacher aus Berlin.

## Geschichte
Seine Jugend verbrachte er auf dem Bauernhof der Eltern in Erkner. Der Multiinstrumentalist spielt Blockflöte, Klavier, Klarinette, Gitarre, Querflöte, Trompete, Bass, Schlagzeug, Orgel und Tuba. Als Kirchen- und Beerdigungsorganist sowie als Chorleiter konnte sich Schrei nicht richtig künstlerisch ausleben. Also begann er im Herbst 2007 unter dem Namen „Blockflöte des Todes“ eigene Songs zu schreiben.
In der Weihnachtszeit 2009 veröffentlichte er den Song Happy Birthday Jesus, der zum Überraschungserfolg wurde. Radio-Rotationen auf zahlreichen großen Stationen im Dezember 2009 und lange Wartelisten für die Single bei Amazon waren die Folge.
Im April 2010 erschien das Debütalbum Wenn Blicke flöten könnten.
Am 1. Oktober 2010 nahm Blockflöte des Todes zusammen mit Diane Weigmann von den Lemonbabies am Bundesvision Song Contest 2010 für das Bundesland Sachsen teil und belegte mit dem Song Alles wird teurer den elften Platz.
Entdeckt wurde Matthias Schrei vom Produzenten-Team Valicon (Silbermond, Eisblume u. v. a.).

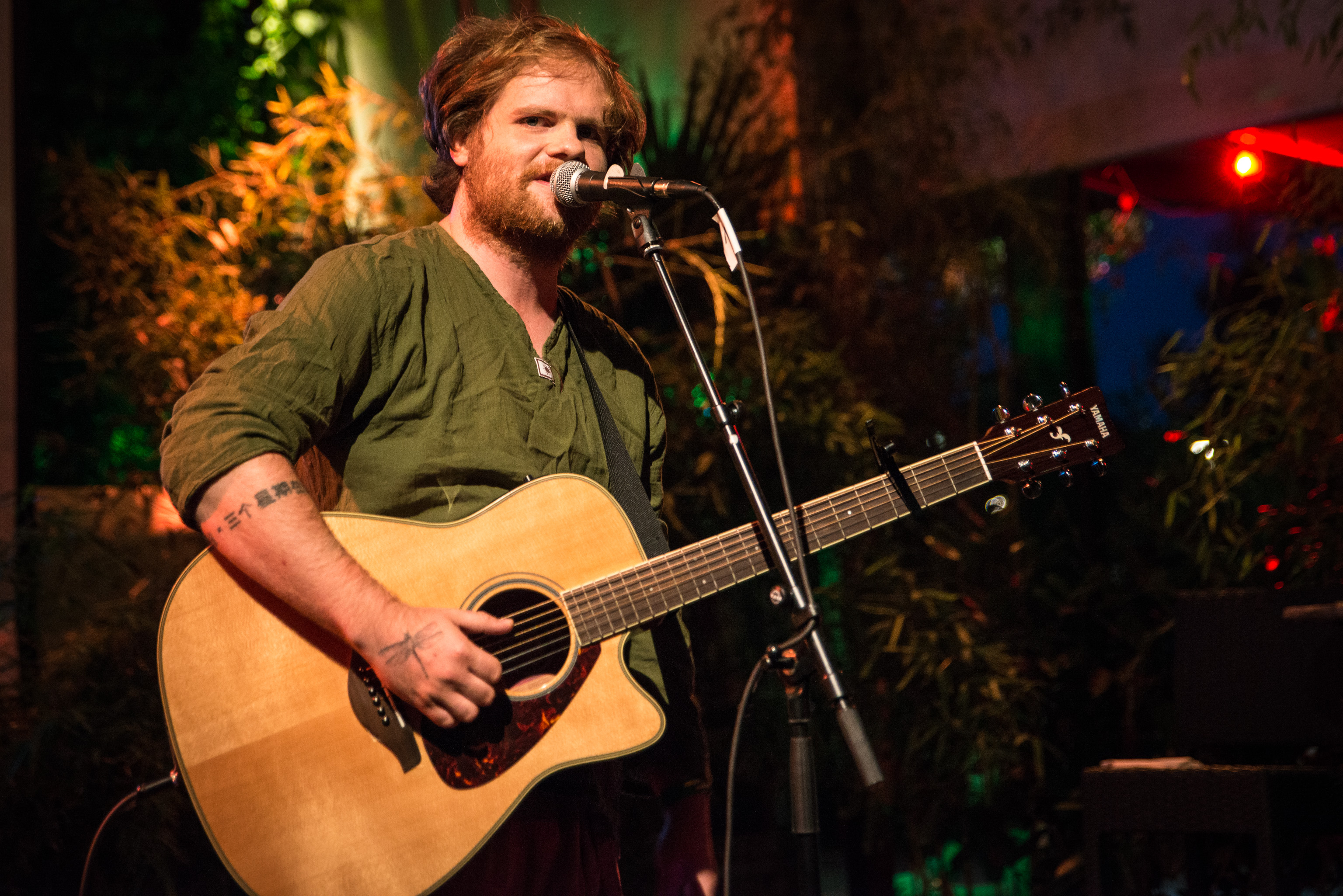
Live beim Free & Easy Festival 2014

## Diskografie
Alben
- Legs and Drugs and Rock N Roll (August 2007; Eigenverlag)[1]
- Wenn Blicke flöten könnten (30. April 2010; Wannsee Records)
- AdventskalenderIN (Dezember 2011, Digitales Advent-/Weihnachtsalbum)
- Ich habe heute Ananas gegessen (1. März 2013; Heart of Berlin)
- Fifty Shades of Earl Grey (22. Mai 2015; Revolver Distribution Services)

EPs
- Platte Macchiatto (Februar 2008; Eigenverlag)[2]

Singles
- Happy Birthday Jesus (4. Dezember 2009; Wannsee Records)
- Mädchenhaar (16. April 2010; Wannsee Records)
- Alles wird teurer / Jung & Schön (10. September 2010; Wannsee Records)
- Ich habe nie FDP gewählt (16. September 2011; Heart of Berlin, Download-Single)[3]